# 623 Химера
623 Химера (623 Chimaera) — астероїд головного поясу, відкритий 22 січня 1907 року у Гейдельберзі.

## Місія ОАЕ до поясу астероїдів
У травні 2023 року Космічне агентство Саудівської Аравії та Університет Колорадо в Боулдері оголосили про місію до поясу астероїдів, яку планують запустити у 2028 році. Космічний зонд має відвідати шість астероїдів головного поясу, один із яких є 623 Химера (інші — 10253 Вестервальд, 13294 Рококс, (88055) 2000 VA28, (23871) 1998 RC76 та (59980) 1999 SG6) і спробує здійснити посадку на 269 Юстиція.